# عبد رب بن حق
عبد رب بن حق بن أوس بن قيس الخزرجي الأنصاري وقيل هو عبد الله بن حق صحابي جليل من قبيلة الخزرج من الأنصار شهد مع النبي محمد ﷺ غزوة بدر وغزوة أحد.